# Trapeziumdraad

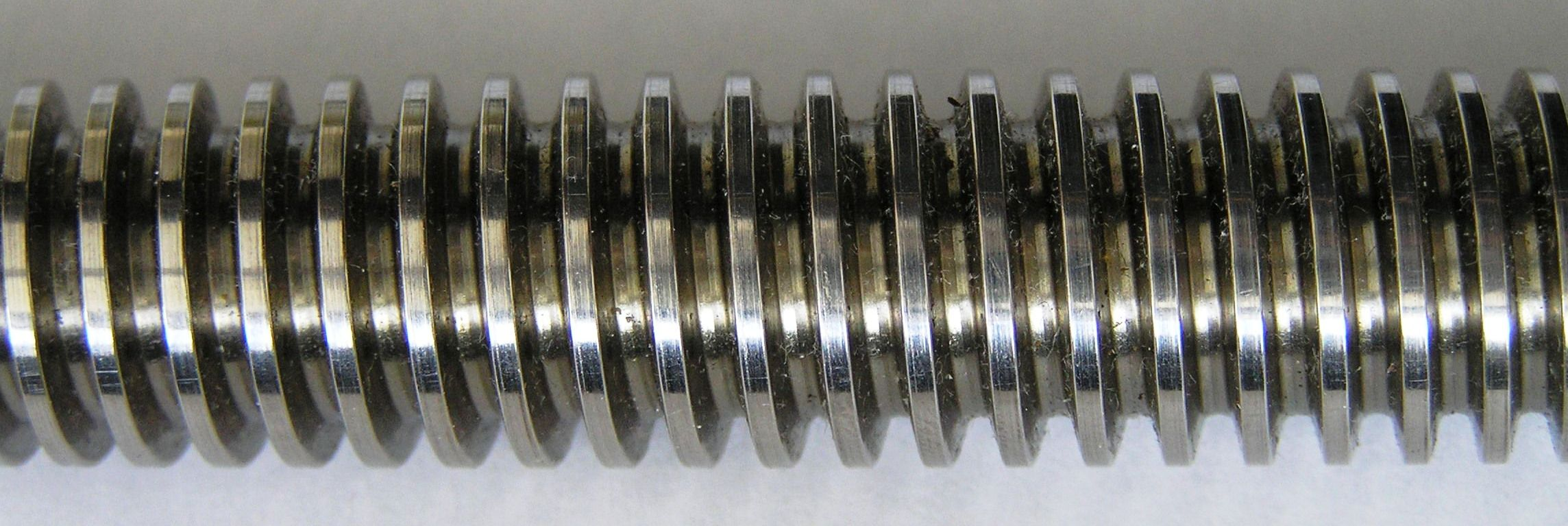
Trapeziumdraad

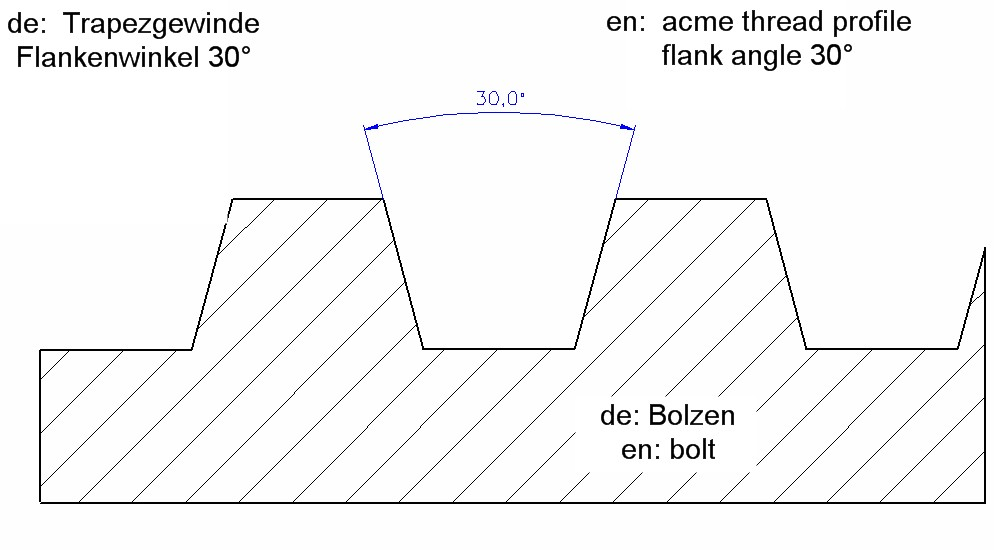
Doorsnee van trapeziumsdraad

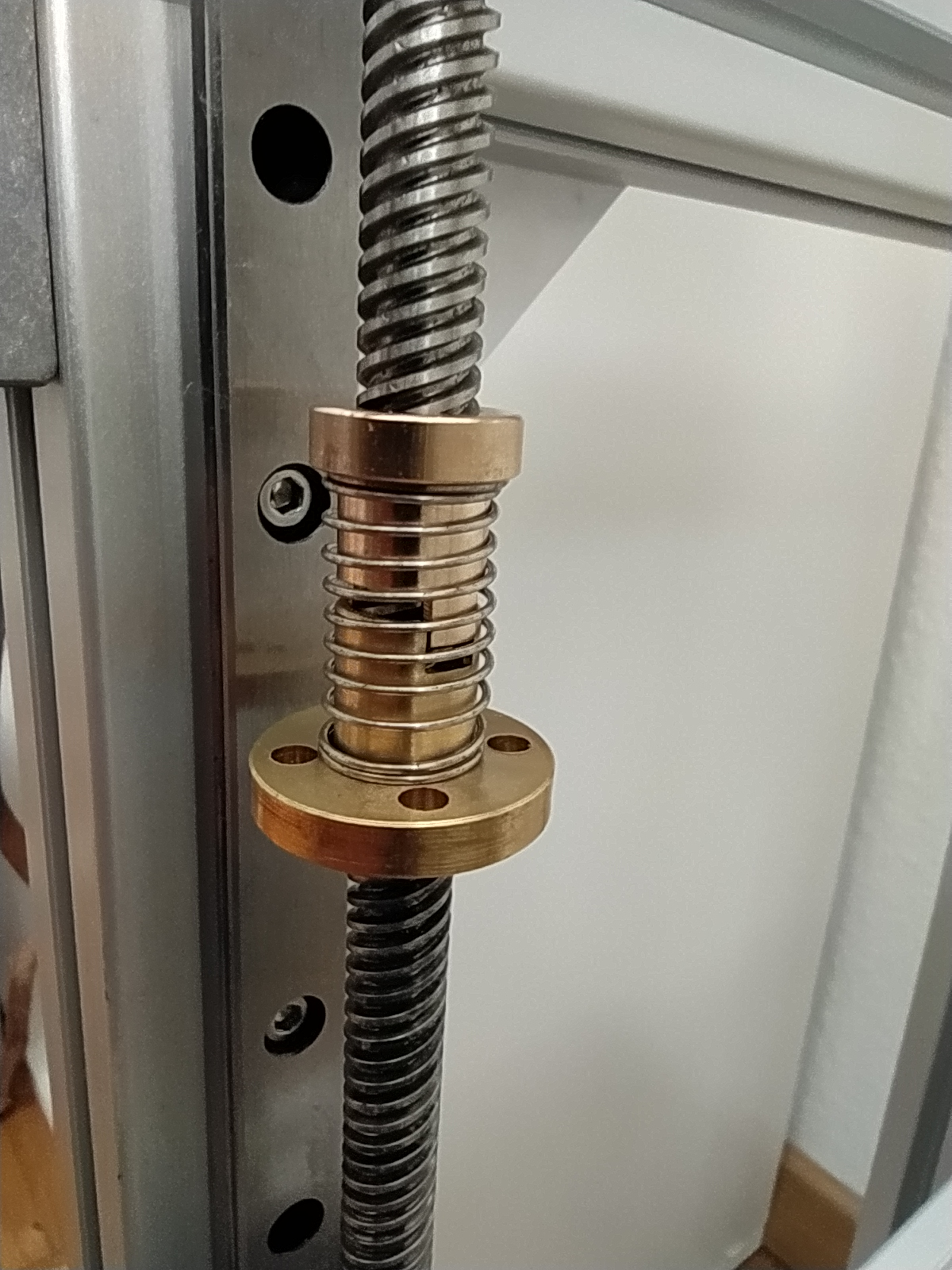
Spelingvrije moer op trapeziumdraad

Trapeziumdraad is een schroefdraadvorm die gemaakt is om bewegingen uit te voeren en dus soepel te lopen. Dit in tegenstelling tot normale schroefdraad die zaken vastzet en met elkaar verbindt.
Het meest voorkomend is dat trapeziumdraad draaiende bewegingen omzet in heen- en weer gaande bewegingen. Hierbij kan zowel een moer worden aangedreven waardoor een spindel gaat bewegen of de spindel wordt aangedreven en de moer gaat bewegen.
Trapeziumdraad bestaat in verschillende diameters waarbij de reeks van 12×3 mm tot 60×9 mm het meest voorkomt.
De vorm is vastgelegd in de DIN103. De draad heeft een tophoek van 30 graden en is afgeknot op de top. De algemene aanduiding is:
- {\displaystyle TR..x.Rh/Lh}
- {\displaystyle TR..x.(P.)Rh/Lh}. voor meergangig draad.

Bijvoorbeeld TR30x6 Rh betekent rechtse draad met een buitendiameter van 30mm bij een spoed 6mm (spoed is de verplaatsing per omwenteling) TR20×8(P4)Lh is een dubbelgangige draad met een spoed van 8 mm met een profiel voor spoed 4. Lh betekent linkse draad; indien geen draairichting (Rh/Lh) wordt aangegeven wordt een rechtse draad verondersteld. De kerndiameter is ongeveer gelijk aan de buitendiameter minus het spoedprofiel. Voorbeeld TR30x6 heeft een kern van 24 mm. Voorbeeld TR20×8(P4) heeft een kern van 16 mm.
In Nederland is trapeziumdraad bij verschillende handelsondernemingen te koop. Op kleine schaal zijn er diverse bedrijven die de moeren maken. In Nederland is er maar een fabrikant die zich volledig heeft gespecialiseerd in de productie en verkoop.